# Burg Eggersberg
Die Burg Eggersberg, später Alt-Eggersberg genannt, ist die Ruine einer Spornburg am nördlichen Ortsrand von Obereggersbach in der Stadt Riedenburg im Landkreis Kelheim in Bayern, Deutschland. Die Burg thronte knapp 200 Meter nördlich von Schloss Eggersberg auf einem aus dem Altmühltal ragenden Felsturm auf 440 m ü. NHN, dem sogenannten Kirchfelsen. Bis heute haben sich nur wenige Mauerreste von ihr erhalten. Die Anlage ist unter der Aktennummer D-2-73-164-100 als denkmalgeschütztes Baudenkmal des  Bayerischen Landesamtes für Denkmalpflege verzeichnet: „Ruine der alten Burg Eggersberg; Ruine einer barocken Kapelle, Bruchstein- und Quadermauerwerk, um 1700; Ruine des ehemaligen Bergfrieds, Quadermauerwerk mit Bossierung, Anfang 13. Jahrhundert; Abschnittsgraben und Reste der Ringmauer, Bruchsteinmauerwerk, Anfang 13. Jahrhundert“. Ebenso wird sie unter der Aktennummer D-2-7035-0008 als Bodendenkmal mit der Bezeichnung „untertägige Befunde im Bereich der mittelalterlichen Burgruine Obereggersberg und der barocken Kirchenruine“ geführt.

## Geschichte
Die Burg wurde im 13. Jahrhundert erbaut und erstmals 1326 als „Feste Eggersberg“ erwähnt, sie war im Besitz der bayerischen Herzöge. Diese verpfändeten die Burg ab Ende des 14. Jahrhunderts an Wilhelm den Fraundorfer, um 1417 an Balthasar Muracher, 1435 an Haimeran von Muggenthaler, 1480 an Georg von Pappenheim und 1485 an Graf Jörg (Georg I.) von Helfenstein († 1517). Im Jahre 1520 gaben die Grafenwitwe Elisabeth, geborene Schenkin von Limpurg, und ihre damals etwa elfjährige Tochter Wandelburga (Waldburg) die Amtspfandschaft Eggersberg an die bayerischen Herzöge zurück.

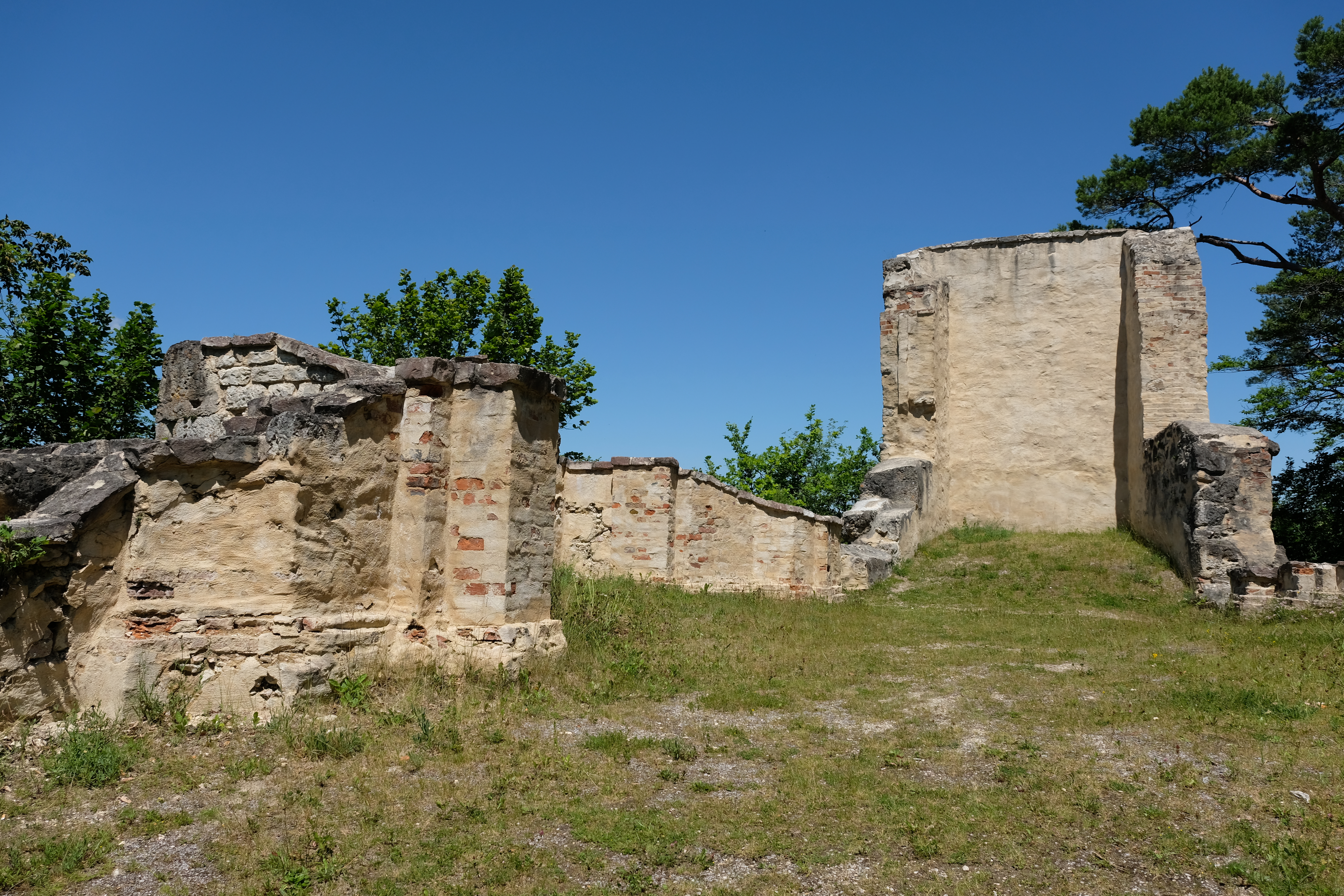
Die Burg Eggersberg

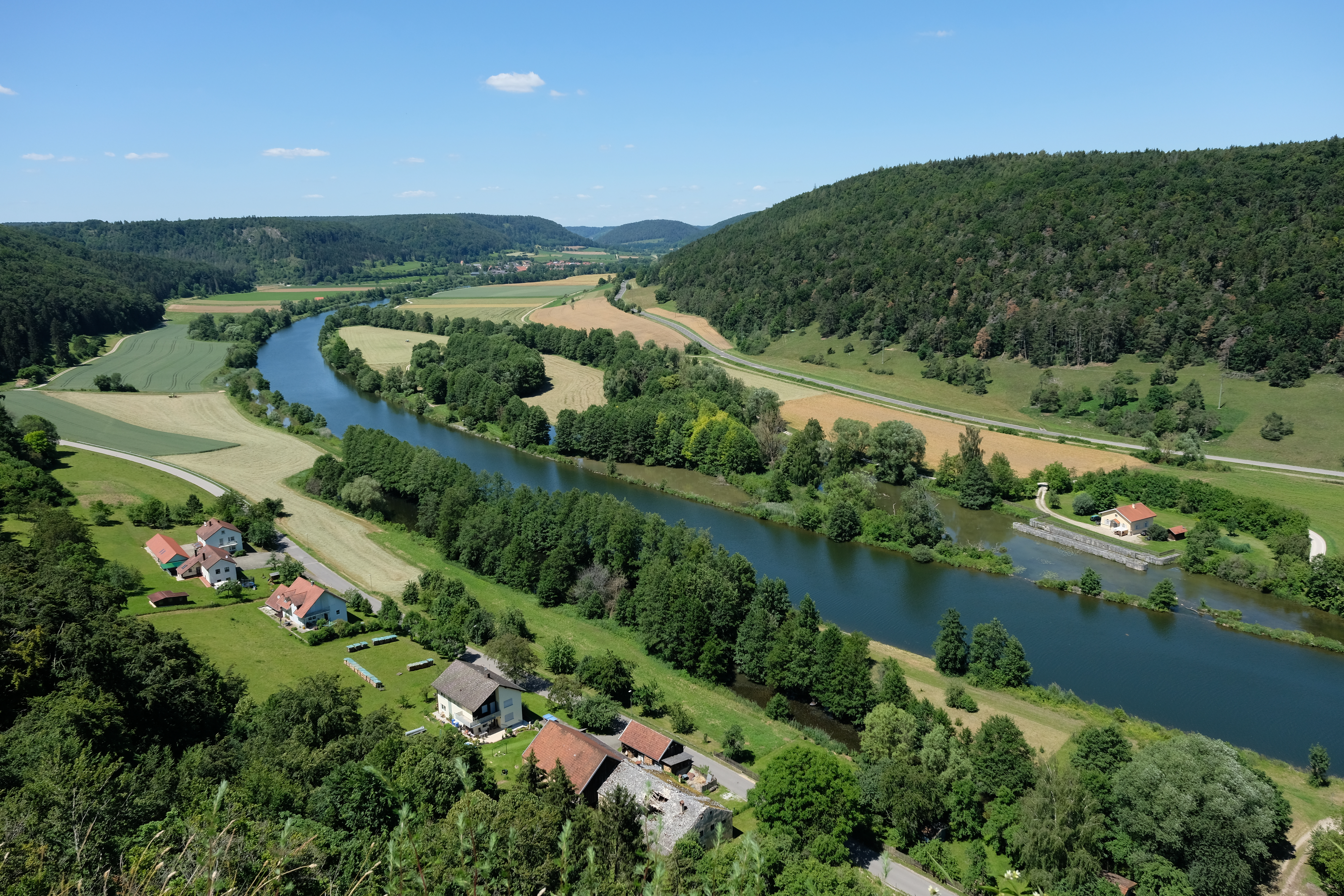
Blick von der Burg auf das Tal

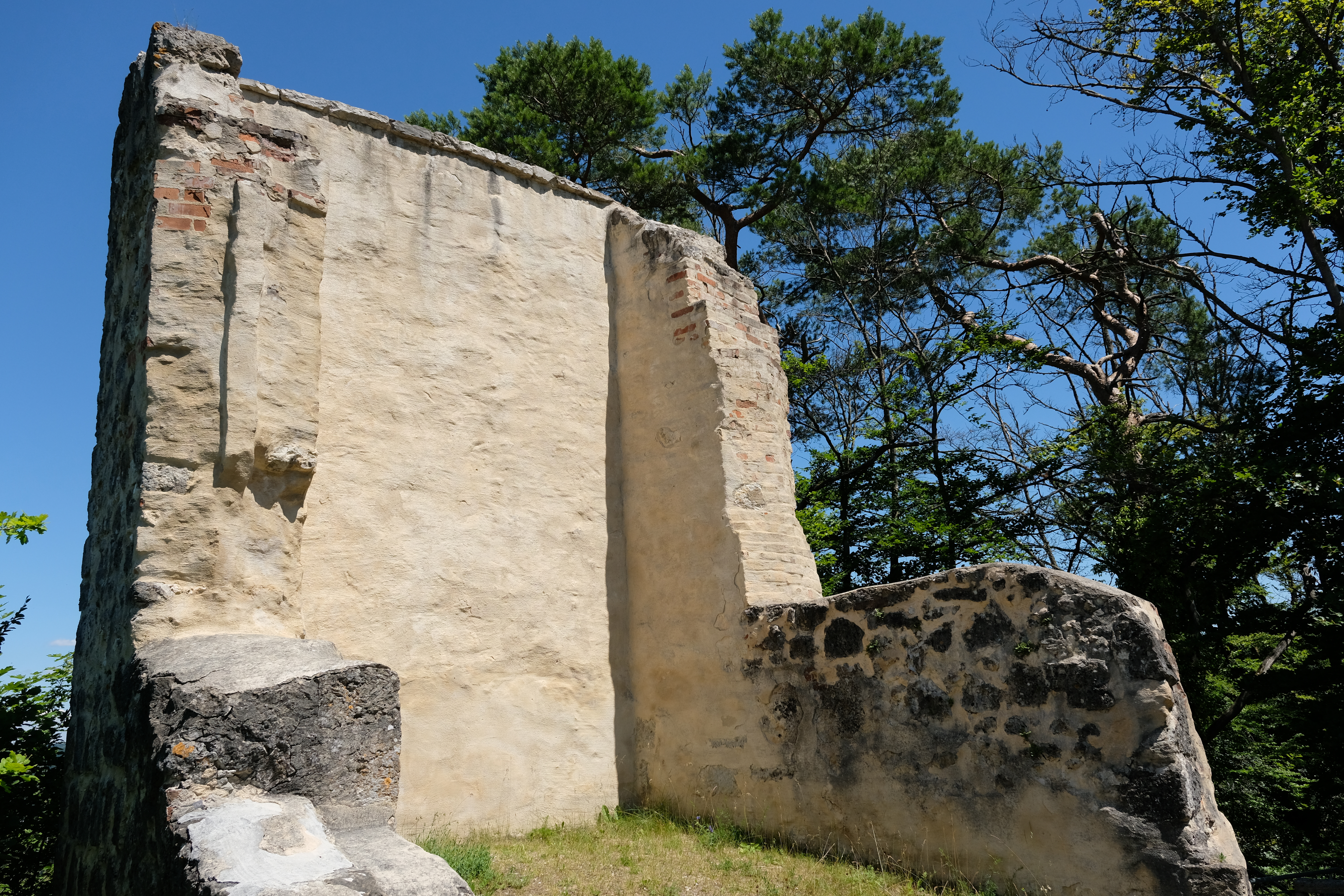
Der Bergfried von Burg Eggersberg

1491 wurde die Burg im Zuge des Löwlerkrieges durch Herzog Albrecht IV. zerstört und nach Ausbesserungsarbeiten 1613 abgebrochen.
Die meisten noch aufragenden Mauerreste stammen von einer im Jahr 1736 auf dem Burggelände erbauten Barockkapelle, die 1806 größtenteils einstürzte.
Von der ehemaligen Burganlage sind noch die rund vier Meter hoch anstehenden Quadermauerreste eines Bergfriedes, Reste eines breiten und tiefen, halbrund verlaufenden Halsgrabens und einer Kapelle erhalten. Der Burgplatz ist Teil des Ensembles E-2-73-164-2: „Das Ensemble umfasst den kleinen Burgweiler Obereggersberg auf einem Höhenrücken über dem Altmühltal, mit der ehemaligen Feste Eggersberg auf einem Felsvorsprung im Norden und dem neuen Schloss im Süden“. Seit dem 13. Jahrhundert in wittelsbachischem Besitz, war die Burg bis zu ihrem Verfall durch den Löwlerkrieg im 15. Jahrhundert an verschiedene Vasallen verpfändet, als deren letzter 1485 „Jörg von Helfenstein“ genannt wird. Die Pfarrkirche, die innerhalb des Berings lag, wurde ebenfalls zerstört und um 1700 durch eine Barockkapelle ersetzt. Von der Burg des frühen 13. Jahrhunderts sind Halsgraben und Reste der Ringmauer erhalten, von der Kapelle besteht nur die Ruine. Etwa 350 Meter südlich der Burgruine errichtete zu Beginn des 17. Jahrhunderts der herzogliche Pflegerssohn Adam Jocher das neue Schloss mit Ökonomiehof und Nebengebäuden. Zwischen alter Feste und neuem Herrschaftssitz wurden in unregelmäßiger Reihung Kleinhäuser und bäuerliche Nebengehöfte mit nur geringer westlich und südöstlich anschließender Flur gebaut. Die zum großen Teil inzwischen erneuerten Anwesen ordnen sich der einzigen, in Nord-Süd-Richtung verlaufenden Stichstraße zu, die sich im mittleren Bereich vor dem stattlichen ehemaligen Pfarrhof angerartig verbreitert und am Vorburggelände endet. Das Ortsbild wird bestimmt durch den hochragenden Treppengiebelbau des neuen Schlosses mit seinen Ecktürmen, den barocken Walmdachbau des ehemaligen Pfarrhofes mit der dahinter liegenden ehemaligen Schlosswirtschaft und der baumumstandenen Burgruine auf dem abschließenden Felsvorsprung. Bei den kleinbäuerlichen Gehöften handelt es sich meist um ein- bis zweigeschossige verputzte Giebelhäuser des 18. und 19. Jahrhunderts als typische Jurahäuser mit Kalkplattendächern. Von diesen Gehöften und Kleinhäusern sind heute nur wenige erhalten, sie wurden zumeist durch Neubauten ersetzt. 